# Mintaba
Mintaba est un village de la région du Centre du Cameroun, situé dans la commune de Bot-Makak. 

## Population et développement
En 1962, la population de Mintaba était de 332 habitants. La population de Mintaba était de 667 habitants, lors du recensement de 2005. La population est constituée pour l’essentiel de Bassa.  